# 绒球花科
绒球花科又名鳞叶树科、假石楠科、小叶树科或刻球花科，共有12属75 种，全部生长在南非，是当地的特有种。
本科植物为常绿灌木或乔木；细枝和叶丛簇生，叶甚小，通常作覆瓦状密被全枝；花小，辐射对称，呈绒球状；果实为瘦果、核果或蒴果。

## 属
- Audouinia
- Berzelia
- Brunia
- Linconia
- Lonchostoma
- Mniothamnea
- Nebelia
- Pseudobaeckea
- Raspalia
- Staavia
- Thamnea
- Tittmannia

1981年的克朗奎斯特分类法因为其类似蔷薇科的石楠，将其列在蔷薇目，1998年根据基因亲缘关系分类的APG 分类法认为其和菊目的亲缘关系更近，但无法分到任何一个目中，直接放在II类真菊分支之下。